# Lijst van termen in de aardwetenschappen
De hieronder vermelde termen en begrippen worden alle gebruikt in de aardwetenschappen. De lijst is verre van compleet. De verscheidenheid aan aardwetenschappelijke termen en begrippen is te groot.
Deze lijst vermeldt niet:
- Gesteenten
- Grondsoorten
- Mineralen
- Geologische tijdvakken
- Geologen

## A
- aardatmosfeer
- aardbeving
- Aarde
- aardgas
- aardkern
- aardkorst
- aardkundig monument
- aardkundige waarden
- aardmantel
- aardschors
- abrasie
- achterland
- afwatering
- antipode
- atmofiel element
- avulsie

## B
- bathymetrie
- beek
- bekken
- bergende stroming
- bevolking
- bevolkingsgeografie
- bevolkingsomvang
- bifurcatie
- blaasgat
- blokdiagram
- bodem
- bodemclassificatie
- bodemdaling
- bodemvormend proces
- bodemvorming
- breedtegraad
- breuk

## C
- C14-datering
- cataclysme
- catastrofisme
- chalcofiel element
- chemische verwering
- chorologische geografie
- concretie
- continent
- continentale collisie
- coördinaat
- corrasie
- cryoturbatie

## D
- dagzomen
- datering
- debiet
- dekblad
- delta
- denudatie
- depositie
- depressie
- detritus
- diagenese
- diepzeekern
- distaal
- dode vulkaan
- donk
- drijfzand
- duin

## E
- eiland
- eilandboog
- el Niño
- endogeen
- eolisch proces
- epicentrum
- erosie
- eruptie
- estuarium
- eustasie
- evenaar
- evolutietheorie
- excentriciteit
- exogeen

## F
- facies
- fanglomeraat
- fjord
- fluviatiel proces
- foraminifera
- fossiel
- fossilisatie
- fumarole
- fysische verwering

## G
- gebergte
- gebergtevorming
- geiser
- geodesie
- geologie
- geomorfologie
- geothermische energie
- gesteente
- gesteentecyclus
- gidsfossiel
- glaciaal
- glaciaal bekken
- gletsjer
- glijoever
- golfstroom
- grond
- grondwater
- grot

## H
- haf
- halfrond
- hardheidsschaal van Mohs
- heuvel
- horizon
- horst
- hydrofractie
- hydrologie
- hydrosfeer

## I
- ijsberg
- ijskap
- ijstijd(vak)
- inslagproces
- interglaciaal
- intermontaan
- isobaar
- isochroon
- isopleet
- isotherm

## J
- juveniel

## K
- K-T overgang
- karst
- karstpijp
- Kleine ijstijd
- klimaat
- klimaatverandering
- krater
- kratermeer

## L
- landijs
- lithosfeer

## M
- maar
- mantel
- mangrove
- Maunder Minimum
- meander
- meer
- milankovitch
- mineraal
- moesson
- Mohorovičić-discontinuïteit
- morene

## O
- oceaan
- overschuiving

## P
- permafrost
- paleobotanie
- paleomalacologie
- paleontologie
- paleozoölogie
- palynologie
- paralisch
- permafrost
- pingo
- polje
- puinzandwaaier

## R
- referentie

- regressie
- Richatstructuur
- rivier
- rivierdelta

## S
- Saharastof
- samenstelling van de aarde
- Schaal van Mercalli
- Schaal van Richter
- sediment
- slenk
- solifluctie
- steenkern
- stootoever
- strand
- strandvlakte
- strandwal
- stratosfeer
- stuwwal
- subductiezone
- Stedengroei

## T
- tafelberg
- talweg
- tektogenese
- tektoniek
- thermische evenaar
- thermocline
- thermohaline circulatie
- toendra
- topografie
- transgressie
- trog
- trogdal
- tropen
- typelocatie

## U
- U-dal
- uitspoeling
- uniformitarianisme

## V
- vasteland
- verwering
- vorstverwering
- vorstwig
- vulkaan
- vulkanisme

## W
- wassen
- waterscheiding
- waterval
- wereldkaart
- woestijn

## Z
- zee
- zeebodem
- zeespiegelstijging